# Омрасьёхан
Омрасьёхан (устар. Омрась-Юган) (тж. Хантыяха) — река в России, протекает по Ямало-Ненецкому АО. Устье реки находится в 277 км по правому берегу реки Левая Хетта. Длина реки составляет 79 км.

## Данные водного реестра
По данным государственного водного реестра России относится к Нижнеобскому бассейновому округу, водохозяйственный участок реки — Надым. Речной бассейн реки — Надым.
Код объекта в государственном водном реестре — 15030000112115300049174.